# Thyriochlorota auriceps
Thyriochlorota auriceps är en skalbaggsart som beskrevs av Ohaus 1905. Thyriochlorota auriceps ingår i släktet Thyriochlorota och familjen Rutelidae. Inga underarter finns listade i Catalogue of Life.